# Сурков Микола Васильович
Микола Васильович Сурков (1 грудня 1904, місто Ачинськ, тепер Красноярського краю Російська Федерація — 13 липня 1985, місто Київ) — радянський діяч органів державної безпеки. Депутат Верховної Ради УРСР 2-го скликання.

## Біографія

Могила Миколи Суркова, Байкове кладовище

Народився у родині дорожнього майстра. У 1920 році закінчив 3-х класне вище початкове училище станції Боготол Томської залізниці.
У листопаді 1920 — травні 1921 р. — співробітник Всеросійської надзвичайної комісії (ВНК) станції Боготол. У травні 1921 — серпні 1923 р. — співробітник ВНК-ДПУ станцій Барнаул, Красноярськ, Новомиколаївськ Томської залізниці. У серпні 1923 — вересні 1926 р. — співробітник ОДПУ станцій Сковородино, Чита Читинської залізниці.
Член ВКП(б) з квітні 1924 року.
У жовтні 1926 — березні 1927 р. — ад'ютант начальника відділення дорожньо-транспортного відділу ОДПУ станції Москва Московсько-Київсько-Воронезької залізниці.
У березні 1927 — жовтні 1928 р. — співробітник ОДПУ станції Київ Московсько-Київсько-Воронезької залізниці. У жовтні 1928 — вересні 1931 р. — співробітник ОДПУ станції Конотоп Західної залізниці. У вересні 1931 — грудні 1933 р. — оперуповноважений відділення дорожньо-транспортного відділу ОДПУ станцій Брянськ-2, Жлобин Західної залізниці.
У січні — липні 1934 р. — уповноважений Секретно-оперативної частини Транспортного відділу ОДПУ СРСР. У липні 1934 — 1935 р. — уповноважений, оперуповноважений 1-го відділення Транспортного відділу ГУДБ НКВС СРСР. У 1935 — квітні 1938 р. — заступник начальника 2-го відділення 6-го відділу ГУДБ НКВС СРСР. У квітні — серпні 1938 р. — начальник 8-го відділення 1-го відділу 3-го Управління НКВС СРСР.
У серпні 1938 — листопаді 1940 р. — начальник Дорожньо-транспортного відділу НКВС Південно-Донецької залізниці. У листопаді 1940 — березні 1941 р. — начальник Дорожньо-транспортного відділу НКВС залізниці імені Дзержинського.
У квітні — серпні 1941 р. — начальник Управління Народного комісаріату державної безпеки УРСР по Дніпропетровській області. У серпні — листопаді 1941 р. — начальник Управління Народного комісаріату внутрішніх справ УРСР по Дніпропетровській області.
У листопаді 1941 — лютому 1942 р. — начальник Транспортного відділу НКВС залізниці імені Куйбишева.
У жовтні 1941 — травні 1943 р. — начальник оперативної групи НКВС УРСР Дніпропетровського напряму, прикомандирований до Управління НКВС СРСР по Івановській області. У травні — жовтні 1943 р. — начальник слідчої групи НКДБ УРСР у місті Казань РРФСР.
У жовтні 1943 — січні 1951 р. — начальник Управління Народного комісаріату-Міністерства державної безпеки УРСР по Дніпропетровській області.
У січні 1951 — березні 1953 р. — начальник Управління Міністерства державної безпеки СРСР по Свердловській області РРФСР.
У березні — червні 1953 р. — начальник Управління Міністерства внутрішніх справ УРСР по Волинській області.
У червні 1953 — квітні 1954 р. — начальник 5-го Управління Міністерства внутрішніх справ УРСР.
У червні 1954 — липні 1957 р. — начальник 2-го Управління Комітету державної безпеки при Раді Міністрів Української РСР.
З липня 1957 р. — на пенсії у місті Києві. Помер у 80-річному віці 13 липня 1985 року. Був кремований, прах похований в колумбарії Байкового кладовища (ділянка № 1, тераса № 2, 50°24′57.61″ пн. ш. 30°30′17.05″ сх. д. / 50.4160028° пн. ш. 30.5047361° сх. д.).

## Звання
- старший лейтенант державної безпеки (14.12.1935)
- капітан державної безпеки (2.12.1937)
- майор державної безпеки (7.04.1942)
- полковник державної безпеки (14.02.1943)

## Нагороди
- орден Леніна (4.12.1945)
- орден Трудового Червоного Прапора (23.01.1948)
- три ордени Червоного Прапора (3.11.1944, 10.04.1945, 24.11.1950)
- орден Вітчизняної війни 2-го ст. (29.10.1948)
- орден Червоної Зірки (26.04.1940)
- орден Знак Пошани (22.07.1937)
- 8 медалей
- заслужений працівник НКВС (28.01.1944)